# Національний індіанський фонд
Національний індіанський фонд (порт. Fundação Nacional do Índio, скорочено FUNAI) - державний орган Бразилії, що займається справами корінного індіанського населення Бразилії. Заснований 5 грудня 1967 року після ліквідації корумпованої Служби захисту індіанців. 

## Структура та завдання
Національний індіанський фонд поділяється на кілька частин, які мають власні функції. Очолює фонд Президент Національного індіанського фонду.  
Незаконний видобуток корисних копалин, скотарство, вирубки амазонських лісів шкодять неконтактним індіанським племенам. Завдання Національного індіанського фонду - забезпечити дотримання прав неконтактних народів Бразилії. 
Свої функції Національний індіанський фонд виконує відповідно до Конституції Бразилії 1988 року та Статуту бразильських індіанців. 

## Історія

### Служба захисту індіанців
У 1910 році бразильський офіцер Кандідо Рондон заснував Serviço de Proteção ao Índio (скорочено SPI), укр. Служба захисту індіанців. Він же і був першим головою Служби. З цієї посади Рондон звільнився у 1930 році після революції, внаслідок якої до влади прийшов Жетулью Варгас. У 1952 році Рондон посів свою колишню посаду та мав намір створити національний парк для захисту індіанців. У 1961 році, вже після смерті Рондона, намір був втілений в життя: було засновано Національний парк Шингу.  
Служба захисту індіанців з кожним роком існування, особливо після смерті Кандідо Рондона, зазнає все більше критики у зв'язку з корумпованістю органу та недостатнє медичне обслуговування корінного населення. У звіті бразильського прозаїка та критика Фігейредо для Міністерства внутрішніх справ Бразилії у 1960-х роках повідомлялося, що орган не захищав корінне населення та, навпаки, сприяв жорстокості проти індійців. Таким чином, Служба захисту індіанців була ліквідована.  

### Створення Національного індіанського фонду
У 1967 році було створено новий орган, що займався справами індіанців Бразилії. Ним став Національний індіанський фонд. 19 грудня 1973 року був ухвалений Статут бразильських індіанців. У 1988 році бразильська влада гарантувала "повне здійснення культурних прав" індіанців у Конституції Бразилії. 

### Зміни у фонді за президентстваЖаїра Болсонару
Відповідно до указу президента Бразилії від 2 січня 2019 року, орган підпорядковується Міністерству у справах жінок, сім'ї та прав людини та Міністерства сільського господарства.